# Miziya Peak
Miziya Peak är en bergstopp i Antarktis. Den ligger i Sydshetlandsöarna. Argentina, Chile och Storbritannien gör anspråk på området. Toppen på Miziya Peak är 272 meter över havet.
Terrängen runt Miziya Peak är kuperad. Havet är nära Miziya Peak åt nordväst. Trakten är glest befolkad. Närmaste befolkade plats är St. Kliment Ohridski Base, 14,5 kilometer sydväst om Miziya Peak. 